# Rue Pagevin
La rue Pagevin, est une ancienne voie de Paris disparue entre 1880 et 1883 lors du prolongement de la rue Étienne-Marcel. Elle était située dans l'ancien 3e arrondissement.

## Situation
Située dans le quartier de Saint-Eustache, cette voie qui avait initialement une longueur de 77 mètres, commençait au 11, rue Coq-Héron et 1 rue de la Jussienne et se terminait aux 26-28, rue des Vieux-Augustins. Les numéros de la rue étaient noirs. Le dernier numéro impair était le no 17 et le dernier numéro pair était le no 24.
En 1849, située dans le quartier de Saint-Eustache, et dans le quartier du Mail elle avait alors une longueur de 239 mètres, et commençait au 9-11, rue Jean-Jacques-Rousseau et se terminait 9, place des Victoires et 2, rue des Fossés-Montmartre.

## Origine du nom
Elle doit son nom à Jean Pagevin, huissier du parlement de Paris, qui y demeurait au XVIe siècle.

## Historique
Cette rue qui existait dès 1293 était alors connue sous la dénomination de « ruelle ». Plus tard on la nomma « rue Breneuse », vieux mot qui désignait une ruelle étroite, malpropre et ordurière. Les rues Verderet et  du Petit-Reposoir, qui étaient en face, portaient également le nom « rue de Breneuse ».
Une décision ministérielle du  20 fructidor an XI (7 septembre 1803), signée Chaptal, fixe la largeur de cette voie publique à 9 m.
Une décision ministérielle du 28 août 1849 réuni sous la seule dénomination de « rue Pagevin » les rues Verderet, « Pagevin » et du Petit-Reposoir. Une décision ministérielle du 20 fructidor an XI (7 septembre 1803), signée Chaptal, fixe la largeur de chacune de ces voies publiques à 9 m. Par ordonnance royale du 18 janvier 1848, cette largeur est portée à 12 m.
Une partie de la rue est détruite lors du premier prolongement en 1880 de la future rue Étienne-Marcel. Puis en 1883, un second prolongement jusqu'à la place des Victoires fait disparaître le reste de la rue Pagevin, ainsi que l'hôtel de Massiac (siège sous la Révolution du Club de l'hôtel de Massiac).